# Bukhara Challenger 2000
Il Bukhara Challenger 2000 è stato un torneo di tennis facente parte della categoria ATP Challenger Series nell'ambito dell'ATP Challenger Series 2000. Il torneo si è giocato a Bukhara in Uzbekistan dal 9 al 14 ottobre 2000 su campi in cemento.

## Vincitori

### Singolare
Noam Behr ha battuto in finale  Alexander Shvec con il punteggio di 4–6, 7–6(3), 6–0

### Doppio
Vadim Kucenko /  Oleg Ogorodov hanno battuto in finale  Noam Behr /  Aisam-ul-Haq Qureshi con il punteggio di 6–4, 7–6(5)